# Revolution in Me
Revolution in Me è l'album di debutto della cantante pop britannica Siobhán Donaghy, pubblicato il 29 settembre 2003 dall'etichetta discografica London. Ha debuttato alla posizione numero 117 della classifica britannica e, dopo i risultati deludenti dell'album e dei singoli che ne furono estratti (Nothing but Song, Overrated e Twist of Fate), la cantante si separò dall'etichetta.

## Tracce
1. Nothing but Song - 3:49 (Siobhán Donaghy, Marlon McVey, Preetesh Hirji, Matt Kent, Bob Andy)
2. Man Without Friends - 4:20 (Siobhán Donaghy, Marlon McVey, Preetesh Hirji, Matt Kent)
3. Overrated - 4:46 (Siobhán Donaghy, Cameron McVey, Paul Simms)
4. Little Bits - 5:17 (Siobhán Donaghy, Cameron McVey, Preetesh Hirji)
5. As You Like It - 4:22 (Siobhán Donaghy, Cameron McVey, Neil Pearson, Silvio Pacini)
6. Next Human (XY) - 4:26 (Siobhán Donaghy, Cameron McVey, Jody Street, Matt Kent)
7. Suasex - 4:28 (Siobhán Donaghy, Cameron McVey, Neil Pearson, Silvio Pacini)
8. Twist of Fate - 4:50 (Siobhán Donaghy, Cameron McVey, Marlon McVey, Matt Kent, Preetesh Hirji)
9. Faces - 3:48 (Siobhán Donaghy, Marlon McVey, Preetesh Hirji)
10. Dialect - 4:27 (Siobhán Donaghy, Marlon McVey, Preetesh Hirji)
11. Revolution in Me - 4:40 (Siobhán Donaghy, Marlon McVey, Preetesh Hirji)
12. Iodine - 4:31 (iobhán Donaghy, Cameron McVey, Paul Simms)